# كين كيسي
كينيث إلتون كيسي (بالإنجليزية: Ken Kesey) (17 سبتمبر 1935 - 10 نوفمبر 2001) كان روائيًا أمريكيًا وكاتب مقالات ومناصرًا لحركة الثقافة المضادة. اعتبر نفسه صلة وصل بين جيل البيت من خمسينيات القرن العشرين والهيبيز من ستينيات القرن العشرين.
ولد كيسي في لا جونتا (كولورادو)، وترعرع في سبرينغفيلد (أوريغون)، وتخرج في جامعة أوريغون في عام 1957. بدأ في كتابة رواية ون فلو أوفر ذا كوكوز نيست (أحدهم طار فوق عش الوقواق) في عام 1960 بعد الانتهاء من زمالة دراسات العليا في الكتابة الإبداعية في جامعة ستانفورد؛ حققت الرواية نجاحًا تجاريًا ونقديًا فوريًا عندما نُشرت بعد ذلك بعامين. خلال هذه الفترة، شارك كيسي في دراسات حكومية حول العقاقير المهلوسة، بما في ذلك المسكالين وثنائي إيثيل أميد حمض الليسرجيك (إل إس دي)، لزيادة دخله.
بعد نشر رواية ون فلو أوفر ذا كوكوز نيست، انتقل إلى لا هوندا المجاورة، كاليفورنيا، وبدأ في استضافة أحداث مع زملاء سابقين من ستانفورد، شخصيات بوهيمية وأدبية متنوعة (أبرزها نيل كاسادي)، وأصدقاء آخرين معروفين بشكل جماعي باسم المخادعين المرحين.
في عام 1965، بعد اعتقاله بتهمة حيازة الماريجوانا وتزييف انتحاره لاحقًا، سُجن كيسي لمدة خمسة أشهر. بعد ذلك بوقت قصير، عاد إلى منزله في وادي ويلاميت واستقر في بليزانت هيل، أوريغون، حيث حافظ على أسلوب حياة منعزل ووجه اهتمامه نحو عائلته لبقية حياته. بالإضافة إلى التدريس في جامعة أوريغون—الفترة التي كتب أثناءها رواية كافيرنز (كهوف) (1989)، وهي رواية تعاونية كتبها كيسي وطلابه الخريجين تحت الاسم المستعار «أو.يو. ليفون»—استمر بكتابة مقالات خيالية وإصدار المنشورات في مجلات مثل إسكواير، ورولينغ ستون، ووي، ورانينغ، وذا هول إيرث كاتالوغ؛ ذُكرت مقاطع من هذه المقالات في كتابي كيسيز غاراج سيل (مبيعات المرآب لكيسي) (1973) وديمون بوكس (صندوق الشيطان) (1986).
بين عامي 1974 و1980، نشر كيسي ستة إصدارات من سبيت إن ذا أوشن، وهي مجلة أدبية تضمنت مقتطفات من رواية غير مكتملة (سيفن برايرز باي غراندما ويتيير، وهي قصة عن صراع جدة كيسي مع مرض الزهايمر) ومساهمات بعض الشخصيات البارزة مثل مارغو سانت جيمس، كيت ميليت، ستيوارت براند، سول-بول سيراغ، وجاك سارفاتي، وبول كراسنر، وويليام إس. بوروز. بعد إصدار روايتة الثالثة، سايلور سونغ (أغنية البحّار)، وتعرضها لمراجعات فاترة في عام 1992، اجتمع مرة أخرى مع المخادعين المرحين وبدأ في نشر الأعمال على الإنترنت حتى توقفت أنشطته نتيجة اعتلال صحته (إصابته بالسكتة الدماغية).

## التجارب مع الأدوية النفسية
بدعوة من طالب الدراسات العليا في علم النفس في ستانفورد، فيك لوفيل، أحد معارف ريتشارد ألبرت وألن غينسبرغ، تطوع كيسي للمشاركة في دراسة ممولة من وكالة المخابرات المركزية تحت رعاية مشروع إم كي ألترا، وهو برنامج عسكري سري للغاية، في مستشفى مينلو بارك للمحاربين القدامى حيث كان يعمل كمساعد ليلي. درس المشروع آثار الأدوية النفسية، وخاصةً إل إس دي والسيلوسيبين والمسكالين والكوكايين وألفا-مثيل التربتامين وثنائي مثيل التربتامين على الأفراد. كتب كيسي العديد من الروايات التفصيلية عن تجاربه مع هذه الأدوية، سواء خلال دراسته أو خلال سنوات تعاطيه المخدرات التي تلت ذلك. 

## الحواشي
1. ↑  Ken.، Kesey (1962). One flew over the cuckoo's nest : a novel. New York: Viking Press. ISBN:9780451163967. OCLC:189375. مؤرشف من الأصل في 2020-04-27.
2. ↑  "Stanford Magazine - Article". مؤرشف من الأصل في 2018-09-13. اطلع عليه بتاريخ 2017-03-06.
3. ↑  Faggen، Interviewed by Robert. "Ken Kesey, The Art of Fiction No. 136". مؤرشف من الأصل في 2020-04-16. اطلع عليه بتاريخ 2017-03-06.
4. ↑  "Grateful Dead Family Discography: Spit In The Ocean Bibliography". مؤرشف من الأصل في 2018-11-10. اطلع عليه بتاريخ 2017-03-06.
5. ↑  Macdonald, Gina, and Andrew Macdonald. "Ken Kesey." Magill's Survey of American Literature, Revised Edition (2007): Literary Reference Center. EBSCO.
6. ↑  VA Palo Alto Health Care System. "Menlo Park Division – VA Palo Alto Health Care System". va.gov. مؤرشف من الأصل في 2019-10-14. اطلع عليه بتاريخ 2014-12-14.
7. ↑  Reilly, Edward C. "Ken Kesey." Critical Survey of Long Fiction, Second Revised Edition (2000): EBSCO. Web. Nov 10. 2010.

## وصلات خارجية
- كين كيسي على موقع IMDb (الإنجليزية)
- كين كيسي على موقع الموسوعة البريطانية (الإنجليزية)
- كين كيسي على موقع مونزينجر (الألمانية)
- كين كيسي على موقع ميوزك برينز (الإنجليزية)
- كين كيسي على موقع قاعدة بيانات برودواي على الإنترنت (الإنجليزية)
- كين كيسي على موقع إن إن دي بي (الإنجليزية)
- كين كيسي على موقع أول ميوزيك (الإنجليزية)
- كين كيسي على موقع ديسكوغز (الإنجليزية)
- كين كيسي على موقع قاعدة بيانات الفيلم (الإنجليزية)

- Ken Kesey webpage نسخة محفوظة 9 أغسطس 2019 على موقع واي باك مشين.
- Key-Z Productions
- Bruce Carnes, Ken Kesey, Western Writers Series Digital Editions at Boise State University
- Robert Faggen (Spring 1994). "Ken Kesey, The Art of Fiction No. 136". The Paris Review. مؤرشف من الأصل في 2016-08-30.
- Matthew Rick, "Tarnished Galahad: The Prose and Pranks of Ken Kesey"
- Interview with Ken Kesey
- Interview with his son, Zane Kesey
- Ken Kesey Multimedia Directory at Kerouac Alley
- Ken Kesey at the Beat Museum
- Ken Kesey at the Beat Page
- Ken Kesey and the Merry Pranksters نسخة محفوظة 27 أكتوبر 2005 على موقع واي باك مشين.
- "Magic Trip" Official Site
- "Magic Trip" Facebook page  على فيسبوك.
- Ken Kesey's letter about Jed's death